# Tabu
 For alternative betydninger, se Tabu (flertydig). (Se også artikler, som begynder med Tabu)
 Denne artikel bør gennemlæses af en person med fagkendskab for at sikre den faglige korrekthed.

Tabu er et ord, der dækker over forholdsregler og forbud (eks. ikke ryge, ikke tale højt, ikke bære våben). Religionsvidenskabeligt er tabu et udtryk for forbud med en religiøs eller social sanktion, hvilket indebærer, at den, der overtræder forbuddet, antages at blive straffet på mystisk vis ved at udsættes for ulykker.
Det er en samfundspligt at overholde tabu. Tabu er regler for hvordan man omgås mana. Tabu-reglerne afhænger af den enkelte kultur og tidligere generationers erfaringer. (Erfaringerne bevares f.eks. i myterne).

## Oprindelse
Tabu stammer fra Polynesien (Tonga). Relateret til "Tapu" (Maouri) og "Kapu" (Hawai'i).  De offerritualer, som høvdingene afholdt, blev kaldt "Tabu". Ingen andre end høvdingene måtte se, høre eller vide, hvad der foregik ved disse ritualer. 
Og hvis nogen måske havde brudt disse regler og smugkigget, var der straf forbundet med vide, hvad der foregik på ceremonierne. 
Ordene "Tabu", "Tapu" eller "Taboo" fik altså betydningen: "det som vi ikke taler om", og  "Stedet hvor vi ikke kommer".
Man fortalte ikke andre, hvad man vidste. De engelske ord taboo og tabooed optræder første gang i andet bind af James Cook og James Kings værk A Voyage to the Pacific Ocean, udgivet i 1784, 7 år efter Cooks rejse til Tonga i 1777.

## Når noget er tabu
I dagligsproget har tabu nærmest fået betydningen "det, vi ikke taler om"; gerne om hustruvold, alkoholisme, sexvaner, sygdom, incest osv. eller fordi det vil rippe op i en dårlig oplevelse, vi prøver at glemme. Man viser (ofte misforstået) hensyn ved ikke at tale om "det", der er tabu.
De tilstedeværende ved et selskab eller i en gruppe taler helt bevidst ikke om en begivenhed, et emne eller en person, – det er "tabu" at omtale begivenheden, emnet eller personen. At selskabet ikke omtaler det, der er tabu, behøver ikke at bygge på aftaler. Det er bare almindelig pli eller høflighed eller af respekt for en af de tilstedeværende.
At hændelser, emner eller personer er tabu i en personkreds, og at vi respekterer dem ved ikke at omtale det, der er "tabu", afholder os dog ikke fra at tale om emnet eller hændelsen, når vi er sammen med andre. Politisk korrekthed skaber også tabu. Som for eksempel at snakke om hash eller fri sex. Morfin kan være en undtagelse fra tabu, da det er udbredt på de danske hospitaler og er derfor lægeordineret medicin. Janteloven er kendt for sin tabu-belagte områder, da man skal indordne sig efter normen. Prostitution er lovligt og dyresex blev først ulovliggjort i april 2015 i Danmark.